# Capitol Punishment: The Megadeth Years
Capitol Punishment: The Megadeth Years (Pena capital: Los años de Megadeth) es un álbum de grandes éxitos de la banda estadounidense de thrash metal Megadeth, lanzado en el 2000, bajo el sello de Capitol Records. El álbum contó con la participación de Dave Mustaine/David Ellefson/Jimmy DeGrasso/Al Pitrelli en las nuevas canciones "Kill the King" y "Dread and the Fugitive Mind". Posee además una pista oculta que es un medley de varias canciones antiguas de Megadeth.

## Lista de canciones
1. "Kill the King" (Anteriormente inédita, más tarde apareció en Greatest Hits: Back to the Start)
2. "Dread and the Fugitive Mind" (Anteriormente inédita, más tarde apareció en The World Needs a Hero y Greatest Hits: Back to the Start)
3. "Crush 'em" (de Risk)
4. "Use the Man" (de Cryptic Writings)
5. "Almost Honest" (de Cryptic Writings)
6. "Trust" (de Cryptic Writings)
7. "À Tout le Monde" (de Youthanasia)
8. "Train of Consequences" (de Youthanasia)
9. "Sweating Bullets" (de Countdown to Extinction)
10. "Symphony of Destruction" (de Countdown to Extinction)
11. "Hangar 18" (de Rust in Peace)
12. "Holy Wars... The Punishment Due" (de Rust in Peace)
13. "In My Darkest Hour" (de So Far, So Good... So What!)
14. "Peace Sells" (de Peace Sells... But Who's Buying?)
15. "Wake Up Dead" (de Peace Sells... But Who's Buying?) solamente en la versión japonesa
16. "Capitol Punishment" (Pista oculta en la versión estadounidense, pista 16 en la versión japonesa)

## Lista de posiciones
Álbum
| Año  | Listas            | Posición |
| ---- | ----------------- | -------- |
| 2000 | The Billboard 200 | 66       |

Singles
| Año  | Sencillo        | Listas                 | Posición |
| ---- | --------------- | ---------------------- | -------- |
| 2001 | "Kill the King" | Mainstream Rock Tracks | 21       |